# Premi Lenin

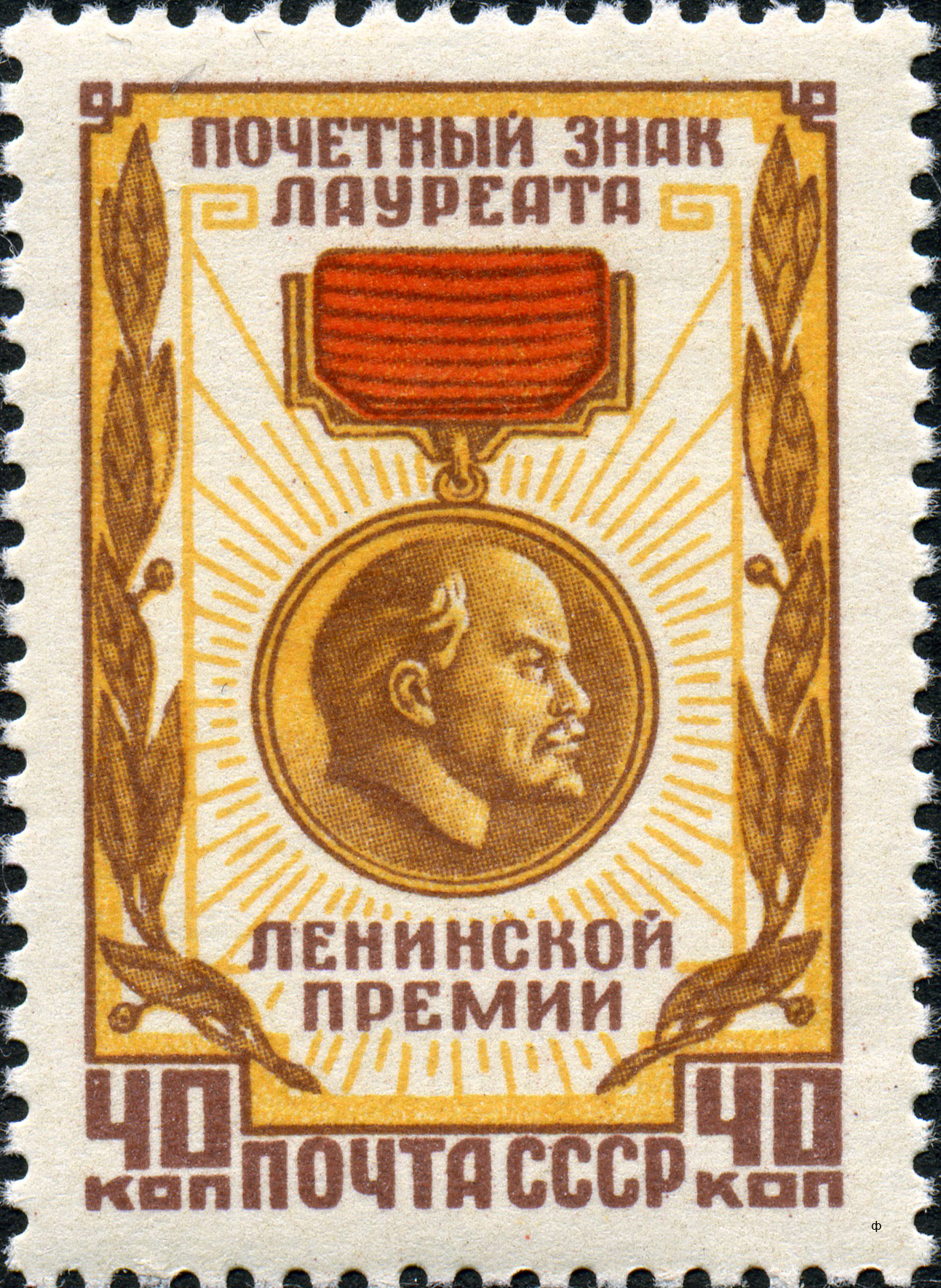
Segell de 1958 que mostra la medalla del Premi Lenin.

El Premi Lenin (en rus Ленинская премия) va ser un dels màxims premis de la Unió Soviètica. Va ser creat el 23 de juny de 1925 i va ser concedit fins al 1934. Entre el 1935 i 1956 el premi no va ser atorgat. El 15 d'agost del 1956 va ser restablert. Va ser entregat fins al 1990, cada 22 d'abril (data de l'aniversari de Lenin), a persones que haguessin excel·lit en el camp de les arts, ciència, literatura, arquitectura i tecnologia.
El premi Lenin no s'ha de confondre amb el Premi Lenin de la Pau entre els pobles, que se solia lliurar a persones estrangeres més que a ciutadans soviètics, per la seva contribució a la "causa de la pau". Tampoc s'ha de confondre el premi Lenin amb el Premi de l'Estat de la Unió Soviètica o el Premi Stalin. Algunes persones van ser guardonades tant pel premi Lenin com amb el premi Stalin.
El 23 d'abril de 2018, el cap de l'óblast d'Uliànovsk, Sergey Ivanovich Morozov, va reintroduir el Premi Lenin per assoliments en humanitats, literatura i art coincidint amb el 150è aniversari de Lenin el 2020.

## Guardonats
Aquesta és una llista no exhaustiva dels guanyadors del Premi Lenin
- Nikolai Kràvkov (Николай Павлович Кравков, 1926, medicina)
- Nicolas Marr (lingüista, 1928)[3]
- Nikolai Demiànov (1930, químic)
- Aleksandr Txernixov (1930, enginyer)
- Natalia Shpiller (1951, cantant d'òpera)[4]
- Serguei Serguéiev-Tsenski (1955, escriptor)
- Dmitri Nalivkin (1957, geòleg)
- Serguei Prokófiev (1957, músic)
- Nikolai Bogoliúbov (Николай Николаевич Боголюбов, 1958, físic)
- Dmitri Xostakóvitx (1958, compositor musical)
- Vladímir Veksler (1959, física)
- Aleksandr Kibalnikov (1959, escultor) - per al monument a Vladímir Maiakovski a Moscou
- Aleksandr Berezniak (Александр Яковлевич Березняк, 1961 pel misil P-15)
- Juhan Smuul (1961, escriptor)
- Lev Kerbel (1961, escultor)
- Kornei Txukovski (1962, pel seu llibre Mastery of Nekrasov)
- Alexei Pogorelov (Алексей Васильевич Погорелов, 1962, matemàtic)
- Txinguiz Aitmàtov (Чингиз Айтматов, 1963, escriptor)
- Irena Sedlecka (escultor)
- Khanon Izakson (Ханон Ильич Изаксон, 1964, maquinària agrícola)
- Innokenti Smoktunovski (Иннокентий Смоктуновский, 1965)
- Aleksei Abrikóssov (Алексей Алексеевич Абрикосов, 1966, físic)
- Ígor Moisséiev (Игорь Моисеев, 1967, ball)
- Mikhaïl Svetlov (Михаил Светлов, 1967, poeta, a títol pòstum, pel llibre Verses of the Last Years)
- Ievgueni Vutxétitx (Евгений (Eugene) Вучетич, 1970, escultor)
- Yuri Prokhorov (1970, matemàtic)
- Àgnia Bartó (Агния Львовна Барто, 1972, poeta)
- Konstantín Símonov (Константин Симонов, 1974, poeta)
- Okhotsimski Dmitri Ievguénievitx (1957, científic espacial)
- Otar Taktakixvili (1982, compositor musical)
- Borís Babaian (Борис Арташеcович Бабаян, 1987 pel superordinador Elbrus-2)
- Serguei Gorxkov (1985, Almirall de la Flota de la Unió Soviètica)